# Respect Magazine
Pour les articles homonymes, voir Respect (homonymie).
Respect Magazine, anciennement Respect mag est un trimestriel français qui traite de la différence, des sujets d'actualité, sociaux, environnementaux et sociétaux. Magazine papier payant créé en 2001, et alors fortement engagé, il évolue progressivement à partir de 2013 vers un format internet généraliste grand public.

## Historique

### Première période (2001-2013)
Créé en 2001, Respect mag est né de l'investissement de différents acteurs de la société civile, dont Marc Cheb Sun, Bams, Fahim Benchouk, Amélie Watelet, Abdelkrim Branine, Hassane M'Béchour, Samia Amara, Myriam Konaté ou Erwan Ruty. Le magazine, dont l'objectif est alors de « parler et de porter la voix des quartiers populaires », aborde les questions liées à l'immigration, au multiculturalisme et aux cultures urbaines.
En 2009, Respect magazine rejoint le Groupe SOS et lance une nouvelle formule et un nouveau site internet. 
Outre les salariés, une quarantaine de personnes composent le comité de rédaction, et le journal, qui souhaite donner la parole aux « composantes de la société inaudibles et invisibles » aborde des sujets complexes provoquant quelquefois des débats agités au sein de l'équipe ou des polémiques au-dehors : la question du port du voile à l'école, l'islam face à l'homosexualité, les couples mixtes, etc. Un numéro de 2011 « 100 % Noirs de France » est fortement critiqué par Marianne, qui y voit une forme de communautarisme. 

### Changement de ligne éditoriale (2013)
En 2013, le Groupe SOS décide de « faire évoluer le titre », qui selon Valère Corréard, directeur général des médias du groupe, a un tirage « aléatoire » entre quelques centaines et quelques dizaines de milliers d'exemplaires et serait trop élitiste. Le co-fondateur du magazine, Marc Cheb Sun, est « écarté, et la micro-équipe de permanents (6 personnes, quasiment toutes à temps partiel) largement remerciée » ; la ligne éditoriale est « simplifiée », plus consensuelle et souriante et « le titre engagé transformé en robinet d'eau tiède » selon l'appréciation de Libération. Le trimestriel adopte alors un format gratuit. La même année, 32 collaborateurs du magazine publient un communiqué pour « se dissocier radicalement » de cette nouvelle mouture,. 
En 2015, la version papier évolue : anciennement magazine trimestriel gratuit diffusé à 100 000 exemplaires, la version papier est désormais annuelle sous un format collector et premium. Le site internet évolue également pour devenir quasi indépendant de la version papier. Le contenu s'y répartit en 3 temps : des dépêches et des brèves ; des articles intermédiaires, plus longs et analytiques, qui permettent à Respect d'inviter acteurs et personnalités à s'exprimer sur un sujet choisi ; et des temps longs, par des dossiers interactifs numériques qui ont pour vocation de traiter un grand thème d'actualité et du mieux vivre ensemble sous un angle didactique et interactif. La laïcité est ainsi traitée en juin, les discriminations physiques en juillet, les inégalités hommes-femmes en septembre, les révoltes de 2005 en banlieue en octobre, l'immigration en novembre.
En 2016, Respect mag cesse la parution de son magazine pour se consacrer exclusivement à son média en ligne.
En 2022, Respect mag fusionne avec Mouvement UP, un autre média du Groupe SOS, et devient respect. Le nouveau magazine trimestriel respect publie son premier numéro en mars 2022, consacré à 50 personnalités engagées dans la société ou en faveur de l’environnement. Les numéros suivants s’articulent autour de débats de société et de dossiers thématiques.
En 2025, le site respect-media.fr, éditeur de respect est en maintenance, et le site respectmag.com propose des contenus généralistes avec des rubriques « maison », « mode »,  « bien-être », « astro », etc. 